# Марк Кокцей Нерва (консул-суфект 40 року)
Марк Кокцей Нерва (лат. Marcus Cocceius Nerva; I ст. н. е.) — державний діяч часів ранньої Римської імперії, консул-суфект 40 року.

## Життєпис
Походив із відомого та заможного роду Кокцеїв. Син Марка Кокцея Нерви, консула-суфекта 22 року, відомого правника. Завдяки особистій дружбі батька з імператором Тиберієм розпочав успішну кар'єру.
Надалі не брав участі в будь-яких змовах проти імператорів. Завдяки цьому зумів тривалий час зберігати свій сенатський статус. Близько 30 року одружився з Сергією Плавтілою..
У 40 році став консулом. Втім, достеменно невідомо, з яким статусом: за одними відомостями, разом з імператором Калігулою, який високо цінував Нерву, за іншими (оскільки є згадка про одноосібне консульство Калігули) — був консулом-суфектом. Є навіть думка, що консульство Нерви припадає на 39 рік, проте доволі сумнівне.
Про подальшу долю після каденції нічого невідомо.

## Родина
Дружина — Сергія Плавтіла, донька Гая Октавія Лената, консула-суфекта 33 року.
Діти:
- Марк Кокцей Нерва (30-98), імператор 96-98 років
- Кокцея (35-?), дружина Луція Сальвія Отон Тіціана, консула 52, 69 років